# شبكة عصبية كبسولية
الشبكة عصبية الكبسولية ( CapsNet ) هي نظام لتعلم آلة وهو نوع من الشبكات العصبية الاصطناعية (ANN) التي يمكن استخدامها لنمذجة العلاقات الهرمية نمذجةً أفضل. هذا النهج هو محاولة لتقليد التنظيم العصبي الحيوي تقليدًا أوثق.
تتمثل الفكرة في إضافة هياكل تسمى «كبسولات» إلى شبكة عصبية التفافية (CNN)، وإعادة استخدام مخرجات العديد من تلك الكبسولات لتشكيل تمثيلات أكثر استقرارًا (فيما يتعلق بالاضطرابات المختلفة) للكبسولات الأعلى. الناتج متجه يتكون من احتمالية الملاحظة ، ووضعية تلك الملاحظة. يشبه هذا المتجه ما يُجريه على سبيل المثال إجراء التصنيف مع التوضيع [الإنجليزية] في شبكات CNN.